# Liste des États de l'Empire portugais
Plusieurs territoires de l'Empire portugais (portugais : Império Português) ont, à diverses époques, été officiellement appelés « États » (estados) :
- l'État de l'Inde (Estado da Índia) (1505-1961)
- l'État du Brésil (Estado do Brasil) (1621-1815)
- l'État du Maranhão (Estado do Maranhão) (1621-1751)
  - État de Grão-Pará et du Maranhão (Estado do Grão-Pará e Maranhão) (1751-1772)
    - État de Grão-Pará et du Rio Negro (Estado do Grão-Pará e Rio Negro) (1772-1775)
    - État du Maranhão et du Piauí (Estado do Maranhão e Piauí) (1772-1775)
- État de l'Angola (Estado de l'Angola) (1972-1975)
- État du Mozambique (Estado de Moçambique) (1972-1975)